# Curva de la bañera
La curva de la bañera es una gráfica que representa los fallos durante el período de vida útil esto se caracteriza un sistema o máquina de cada punto de ellas esto quiere decir que se llama así porque tiene la forma de una bañera cortada a lo largo.
En ella se pueden apreciar tres etapas:
- Fallos iniciales: esta etapa se caracteriza por tener una elevada tasa de fallos que desciende rápidamente con el tiempo. Estos fallos pueden deberse a diferentes razones como equipos defectuosos, instalaciones incorrectas, errores de diseño del equipo, desconocimiento del equipo por parte de los operarios o desconocimiento del procedimiento adecuado.

- Fallos normales: etapa con una tasa de errores menor y constante. Los fallos no se producen debido a causas inherentes al equipo, sino por causas aleatorias externas. Estas causas pueden ser accidentes fortuitos, mala operación, condiciones inadecuadas u otros.

- Fallos de desgaste: etapa caracterizada por una tasa de errores rápidamente creciente. Los fallos se producen por desgaste natural del equipo debido al transcurso del tiempo.

Esta es una de doce formas que se han tipificado sobre los modos de fallos de equipos, sistemas y dispositivos.
- Datos: Q432465
- Multimedia: Bathtub curve / Q432465